# Подкрахмаливание

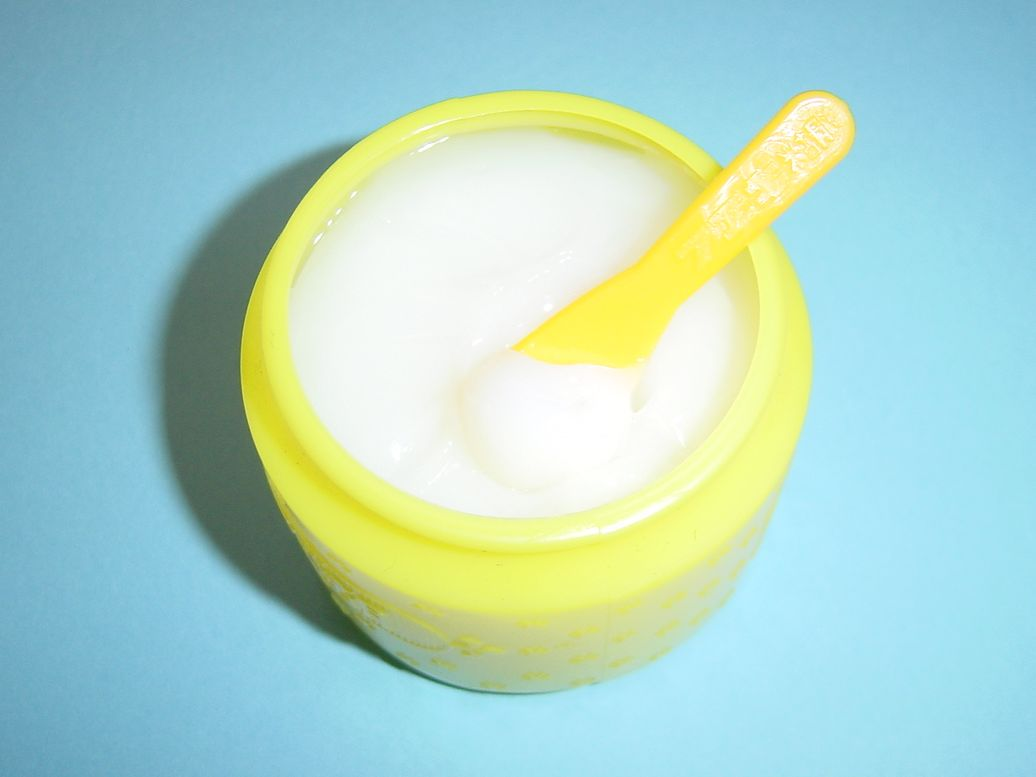
Крахмальное молоко

Подкрахма́ливание (или накрахма́ливание) — процедура полоскания ткани из натуральных материалов в водной взвеси крахмала (крахмальном молоке). Используется для кружева, одежды, постельного белья для придания механической жёсткости и защите от загрязнений. Кроме того, накрахмаленные вещи меньше мнутся и лучше поддаются стирке за счёт крахмальной плёнки. В результате подкрахмаливания на поверхности ткани образуется своего рода лакокрасочная полимерная плёнка из крахмала, облегчающая процесс очистки одежды от различных загрязнений, ибо в процессе её замачивания основная масса пыли и грязи легко отделяется вместе с растворяемым в воде крахмалом.

## Техника подкрахмаливания

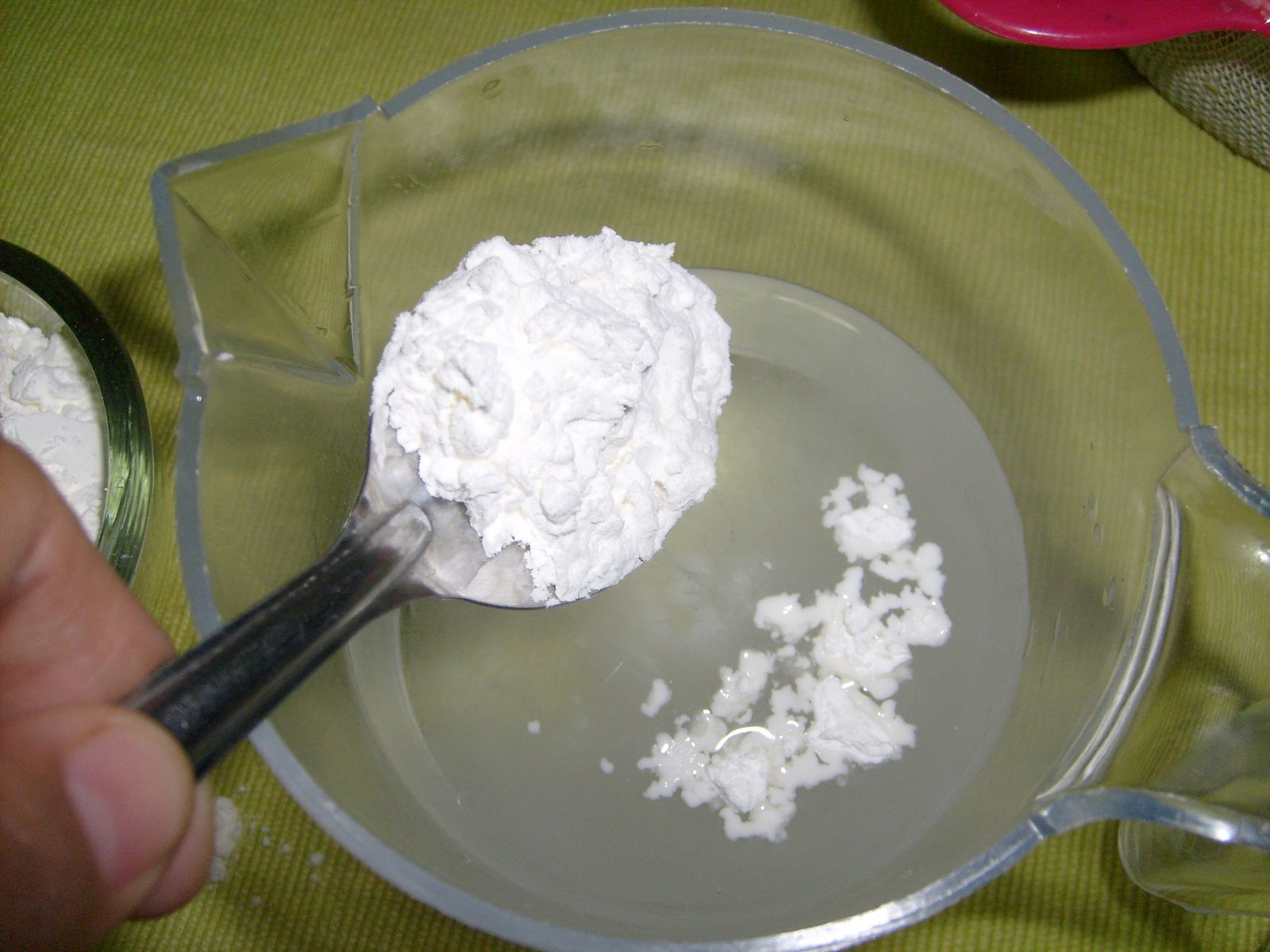
Приготовление крахмального молока

Для подкрахмаливания ткани можно использовать любой крахмал: картофельный, кукурузный, пшеничный. Крахмальное молоко готовят непосредственно перед применением: в литре воды при комнатной температуре размешивают определённое (в зависимости от вида подкрахмаливания) количество сухого крахмала, после чего в полученную смесь доливают кипяток до получения консистенции клейстера, а затем процеживают с целью фильтрации образовавшихся комочков. Различают несколько видов подкрахмаливания на литр воды:
- мягкое — для лёгких тканей (например, шифон либо тонкий трикотаж) — для приготовления крахмального молока размешивают 1—2 чайные ложки крахмала на литр воды;
- среднее — для блузок, постельного белья, скатертей — добавляется 3 чайных ложки крахмала на литр воды;
- жёсткое — для салфеток, воротничков, различных элементов декора — объём используемого крахмала увеличивается до 2—3 столовых ложек. При этом виде накрахмаливания необходимо заранее придать вещи желаемую форму.

Ткань выдерживают в полученном растворе в течение 3—5 минут и подсушивают, не высушивая полностью (в случае мягкого или среднего вида подкрахмаливания тканей). Затем текстильное изделие гладят утюгом или (чаще в промышленных условиях) гладильным катком. В процессе глаженья накрахмаленных вещей нельзя использовать отпаривание, так как под воздействием пара крахмал разрушается.